# Krešimir III av Kroatien
Krešimir III av Kroatien, död 1030, var en kroatisk monark. Han var kung av Kroatien från 1000 till 1030.